# Casa-fàbrica Costa
La casa-fàbrica Costa és un conjunt d'edificis als carrers d'Estruc, 32 i de les Moles, 27. Com que no està catalogat, li correspon la categoria D (bé d'interès documental) atorgada per defecte a tots els edificis del districte de Ciutat Vella.

## Història
Joan Costa i Merla era un fabricant d'indianes amb activitat documentada des del 1778, quan va demanar permís per a posar estenedors al carrer de Llàstics, 23 (antic). El 1782, va encarregar al mestre de cases Joan Oliver la reconstrucció dels edificis dels carrers d'Estruc i de les Moles. Tanmateix, al cap d'uns mesos, els veïns del carrer d'Estruc van presentar un recurs demanant la reculada de la línia de façana per a que els carros poguessin donar la volta al final del carrer. El 1788, va demanar permís per a reedificar la casa del carrer de l'Estruc, i novament el 1801 per a reedificar l'edifici del carrer de les Moles, segons el projecte del mestre de cases Jaume Flaquer. Aquest darrer tenia un obrador a la planta baixa i tres pisos amb dos eixos verticals de balcons.
El 1783, la seva fàbrica estava equipada amb 12 telers i era interessada en la Reial Companyia de Filats de Cotó amb quatre accions. Entre 1786 i 1789 va produir 1.049 peces, i el 1791 va fer fallida, però es va poder recuperar. El 1802 encara era activa, però segurament no va sobreviure a la Guerra del Francès.
El 1821, el seu descendent Joan Costa i Galí, en nom seu i dels seus germans, va demanar permís per a reposar la porta de la tanca del terreny sense edificar entre la seva casa del carrer d'Estruc i la muralla, i novament el 1831 per a fer reparacions a la teulada del carrer de les Moles.
En el Padró General de fabricants del 1829 figurava la fàbrica de teixits de cotó d'Andreu Basté i Ros al carrer de les Moles, amb 40 teleres manuals. A les «Estadístiques» del 1850 tenia 20 telers, dels quals 14 eren Jacquard, i una a més una filatura amb 1.200 fusos de mule-jenny i les corresponents màquines de preparació. Hi treballaven 71 obrers. El 1858 fa fundar la societat Basté i Cia, que s'instal·là a Sant Andreu de Palomar. Va morir el 1877, essent enterrat al cementiri de Sant Andreu.

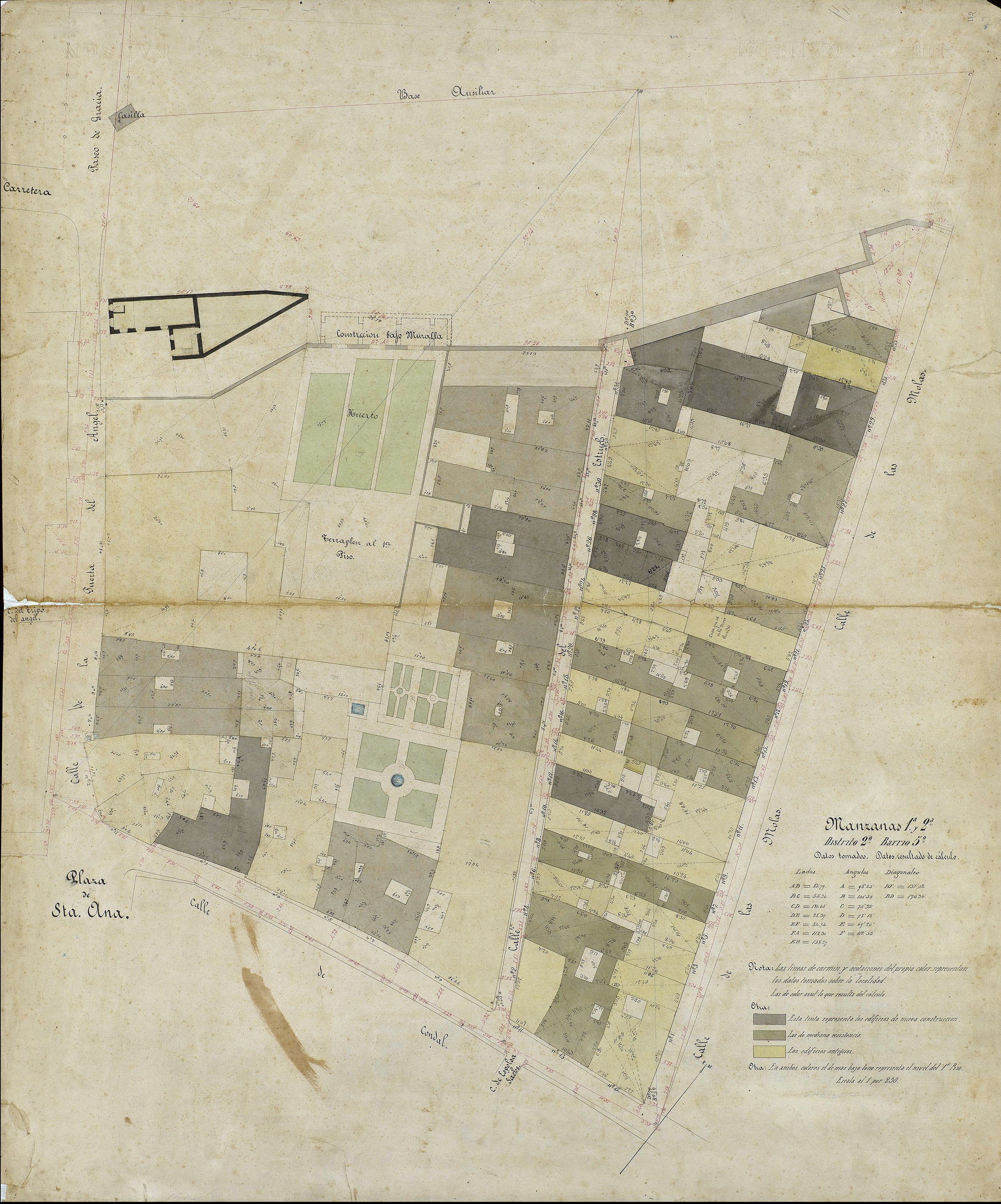
Quarteró núm. 42 de Garriga i Roca (c. 1860)